# Konrad z Gelnhausen
Konrad z Gelnhausen (Konrad von Gelnhausen) (ur. ok. 1320, zm. 13 kwietnia 1390 w Heidelbergu) – był niemieckim teologiem, prawnikiem prawa kanonicznego i jednym z założycieli koncyliaryzmu z końca XIV wieku.
Studiował prawo na uniwersytecie w Bolonii i teologię na uniwersytecie w Paryżu uzyskując tytuł bakałarza w 1344, a w 1381 tytuł doktora teologii. Od 1359 r. był kanonikiem w Moguncji, a od 1380 r. proboszczem katedry tamże. Pełnił także funkcje prokuratora niemieckiej nacji na uniwersytecie w Bolonii (1369) i pierwszego kanclerza uniwersytetu w Heidelbergu utworzonego w 1386. Po rozpoczęciu wielkiej schizmy zachodniej w 1378 wywierał wpływ poprzez pisma Epistola brevis oraz Epistola concordiae powstałe około 1380. Zaapelował w nich o zwołanie niezależnego soboru powszechnego dla rozstrzygnięcia sporów. Pomysł ten został podchwycony przez innych, m.in. Henryka z Langenstein.